# Abido
Para la ciudad egipcia del Alto Egipto, véase Abidos
Para uno de los nombres del rey turdetano, véase Habis

Situación de Abido, en la costa del Helesponto.

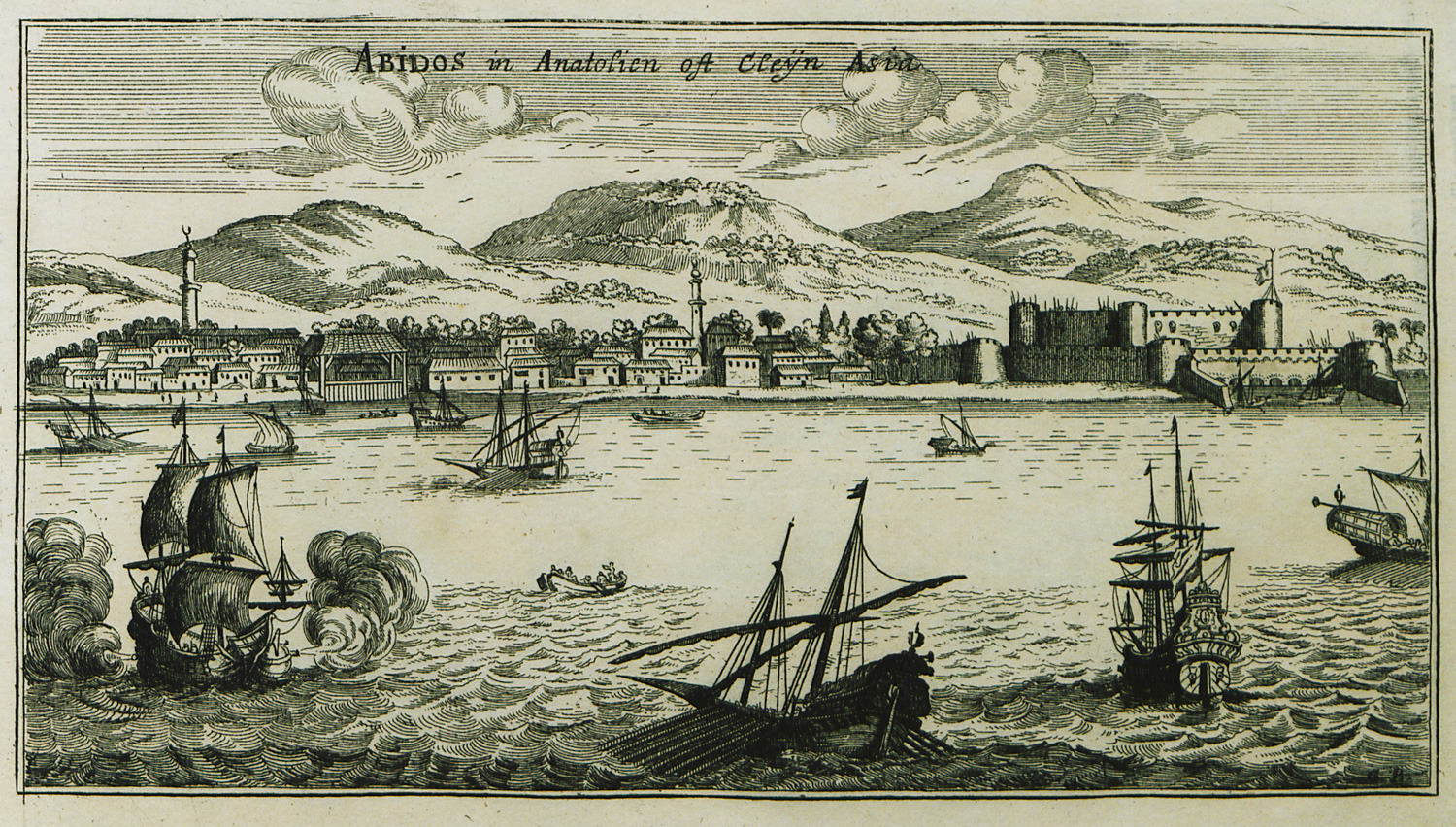
Grabado de Abido, por Jacob Peeters (1690).

Abido (griego, ἡ Ἄβυδος; latín, Abydus y Abydum) fue una ciudad de Misia en el Helesponto, en el lugar de la punta Negara, en la parte asiática, al otro lado de la antigua ciudad de Sesto.
La menciona Homero en el Catálogo de los troyanos de la Ilíada.
Fue probablemente una ciudad de población tracia que se convirtió en colonia de Mileto hacia los años 680-652 a. C., en época de Giges de Lidia. Darío I la incendió durante su expedición a Tracia, para que no fuera ocupada por los escitas (512 a. C.), pero después se recuperó y fue reconstruida. 
En el 499 a. C. se unió a la revuelta jónica, pero fue ocupada por el general persa Daurises en el 498 a. C. Jerjes I de Persia en el 480 a. C. construyó allí un puente de barcas para que sus tropas pudieran pasar el estrecho hasta el otro lado (cerca de Sesto, entre esta ciudad y Mádito).
Aliada de Atenas durante la guerra del Peloponeso, después del desastre de la expedición a Sicilia, se rebeló en el 411 a. C. y se declaró a favor de Esparta sometiéndose al general espartano Dercílidas. Después, con el resto de las ciudades griegas de Asia Menor, se pasó a Persia en el 386 a. C.
En el 334 a. C. se sometió a Alejandro Magno y permaneció como ciudad aliada de Macedonia; pasó a manos de Antígono I Monoftalmos quien en el 305 a. C. se proclamó rey de Sardes, y después de ser derrotado y muerto en Issos en el 301 a. C., pasó a manos de Lisímaco de Tracia, hasta que este fue derrotado en el 281 a. C. por Seleuco I Nicátor, que se apoderó de sus posesiones asiáticas y pasó a Europa donde fue asesinado, pero los seléucidas conservaron la costa asiática incluida Abidos. En el 200 a. C. fue atacada por Filipo V de Macedonia, y se defendió enconadamente, pero se hubo de rendir. Después de la primera guerra entre Macedonia y Roma en el 196 a. C., Roma la declaró ciudad libre junto con otras ciudades asiáticas y desde entonces estuvo bajo influencia romana. La ciudad tenía en su territorio algunas minas de oro de las que algunas perduraban en época romana.
La ciudad existió hasta después de la caída de Constantinopla en el siglo XV, pero casi desapareció bajo los otomanos. 
Un lugar llamado Aidos o Ávido sería la antigua Abido. En el siglo XX, después de la Primera Guerra Mundial, fue una zona restringida, ya que era el único punto de los Dardanelos donde se permitía el estacionamiento de un contingente militar, justamente en el lugar donde el estrecho tenía menos anchura.

## Mitología
Abido y Sesto son el escenario de la leyenda de Hero y Leandro, tal como la explican el poeta romano Ovidio y el poeta bizantino del siglo V d. C. Museo. Leandro vivía en Abido y Hero en Sesto; se conocieron en un festival de Afrodita y se enamoraron. Para visitarla, Leandro cruzaba el estrecho cada noche nadando, y Hero le ponía luz en una torre para guiarlo, pero una noche el fuego de la torre se apagó por una tormenta y Leandro pereció ahogado; cuando su cuerpo fue descubierto al día siguiente, Hero se tiró al mar, para unirse en la muerte con su amado.